# Γ-Valerolacton
γ-Valerolacton (gamma-Valerolacton, GVL, 5-Methyloxolan-2-on) ist das furanoide Lacton der 5-Hydroxy-valeriansäure (5-Hydroxypentansäure). γ-Valerolacton wird als Plattformchemikalie aus nachwachsenden Rohstoffen betrachtet, die zukünftig als Monomer für Polyester, als „grünes“ Lösungsmittel, sowie als biogener Brennstoff und biogener Kraftstoff Verwendung finden könnte.

## Herstellung
Die intramolekulare Cyclisierung von Allylessigsäure (4-Penten-säure) – aus Allylacetessigester über Allylacetessigsäure zugänglich – mit in situ aus Eisen(III)-chlorid und Silbertrifluormethansulfonat erzeugtem Eisentriflat liefert γ-Valerolacton bei 80 °C in 1,2-Dichlorethan in 93%iger Ausbeute.
1,4-Pentandiol – z. B. durch Hydrierung von α-Angelicalacton an einem Kupferchromit-Kontakt – kann mithilfe eines Katalysatorsystems aus Laccase und 2,2,6,6-Tetramethylpiperidinyloxyl (TEMPO) in 97%iger Ausbeute in γ-Valerolacton überführt werden.
Durch selektive Hydrierung der ringständigen Doppelbindung von α-Angelicalacton – in 90%iger Ausbeute durch Vakuumdestillation von Lävulinsäure herstellbar – mit nanoskaligem Palladium wird γ-Valerolacton in 98%iger Ausbeute erhalten.
Die bei dem säurekatalysierten Abbau von Cellulose mit den Zwischenstufen Hexosen und Hydroxymethylfurfural (neben äquimolekuaren Mengen von Ameisensäure) anfallende Lävulinsäure ist in neuerer Zeit als weiteres Plattformmolekül aus Biomasse zum wichtigsten Ausgangsmaterial für γ-Valerolacton geworden.
Die Hydrierung von Lävulinsäure zu γ-Valerolacton kann mit einer Vielzahl von heterogenen Katalysatoren und Katalysatorsystemen, wie z. B. Nickel, Platin(IV)-oxid, Gold-Nanopartikeln, Ruthenium/Zinn-Katalysatoren, Ruthenium-Nanopartikeln oder Ruthenium-Palladium-Titandioxid-Nanolegierungen mit sehr guten Umsätzen von Lävulinsäure (>90 %) und exzellenten Selektivitäten für γ-Valerolacton (>99 %) durchgeführt werden.
Die Hydrierung kann mit Wasserstoff
oder durch Umsetzung der bei der Umsetzung von Hydroxymethylfurfural zusammen mit Lävulinsäure in äquimolaren Mengen anfallenden Ameisensäure als Wasserstoffquelle bereits bei relativ niedrigen Temperaturen (100 °C) mit außergewöhnlich hoher Ausbeute (>99 %) und Reinheit (>99,9 %) erfolgen.
Probleme mit den sehr unterschiedlichen Löslichkeiten von Edukten und Produkten können mit der Durchführung der Hydrierung in Zweiphasengemischen begegnet werden.
Während die älteren Arbeiten auf Hexosen und Cellulose als Ausgangsmaterial für Lävulinsäure basierten, steht in  jüngster Zeit die Synthese von γ-Valerolacton direkt aus Biomasse, insbesondere aus Biomasse der so genannten 2. Generation, also cellulosischen Abfallprodukten, wie z. B. Maisstängel (engl. corn stover) im Vordergrund.

## Stereochemie
| Enantiomere von γ-Valerolacton | Enantiomere von γ-Valerolacton |
| ------------------------------ | ------------------------------ |
| (R)-Form                       | (S)-Form                       |

γ-Valerolacton enthält ein Stereozentrum und liegt in Form zweier spiegelbildlich aufgebauter Enantiomere vor. Wenn keine aufwändige stereoselektive Synthesemethode oder Trenntechnik angewandt wurde, liegt ein 1:1-Stoffgemisch (Racemat) von (R)- und (S)-Form vor.
Eine direkte Synthese der (S)-Form ist aus Lävulinsäure mithilfe eines Liganden-modifizierten SEGPHOS-Ruthenium-Katalysators in Methanol als Co-Lösungsmittel möglich.

## Eigenschaften
Reines γ-Valerolacton ist eine wasserklare, farblose Flüssigkeit mit angenehmem Geruch, der als kräuterartig, süß, warm, tabakartig, kokosartig und holzig beschrieben wird. Der Geschmack von γ-Valerolacton wird als brechreizerregend beschrieben. Es erstarrt bei −31 °C und siedet bei 205–206 °C. Sein Flammpunkt liegt bei 96 °C. Bereits bei Temperaturen über 170 °C beginnt sich γ-Valerolacton zu zersetzen.
Wegen seiner guten Wasserlöslichkeit bereitet die vollständige Abtrennung von GVL aus wässrigen Lösungen, wie sie beim Säureabbau von Hexosen meist vorliegen, erhebliche Schwierigkeiten.

## Anwendungen
γ-Valerolacton wird wegen seiner einfachen und effizienten Zugänglichkeit aus Biomasse, insbesondere aus Cellulose und lignocellulosischen Reststoffen, wie z. B. Holzabfällen und Nahrungspflanzenresten, als „grünes“ Lösungsmittel mit einem sehr breiten Flüssigkeitsbereich von ca. 230 °C, als Monomer für Polyester und als Kraftstoffadditiv bzw. als biogener Kraftstoff (Benzin, Diesel und Kerosin) diskutiert.
In säurehaltigen Gemischen aus GVL und Wasser kann Biomasse in Form lignocellulosischer Reststoffe vollständig, d. h. einschließlich der Lignin-Fraktion, in Lösung gebracht und einer thermischen Verzuckerung zugeführt werden. Die erhaltenen löslichen Kohlenhydrate können in guter Ausbeute durch Zugabe von Natriumchlorid oder flüssigem Kohlendioxid aus dem Gemisch extrahiert werden.
Wegen seiner niedrigen Ringspannung ist die Neigung zur ringöffnenden Polymerisation bei γ-Valerolacton nur sehr gering ausgeprägt. Mit ε-Caprolacton konnte GVL zu bioabbaubaren Polymeren für biomedizinische Anwendungen, z. B. Implantate copolymerisiert werden.
Nachteilig bei der Verwendung als Treibstoff bzw. als Dieseladditiv ist die sehr niedrige Cetanzahl von γ-Valerolacton von <10 (Diesel >50); vorteilhaft seine Eigenschaft, den Partikelausstoß von Dieselmotoren deutlich zu verringern.
γ-Valerolacton erscheint wegen seines zum Erbrechen reizenden Geschmacks wenig geeignet als legaler Ersatz für die Partydroge γ-Butyrolacton, die im Körper zu der als Betäubungsmittel eingestuften γ-Hydroxybuttersäure (GHB) metabolisiert wird. Auch ist die aus GVL entstehende γ-Hydroxyvaleriansäure wesentlich weniger wirksam als GHB.

## Externe Links zu erwähnten Verbindungen
1. ↑  Externe Identifikatoren von bzw. Datenbank-Links zu (S)-γ-Valerolacton:  CAS-Nr.: 19041-15-7, EG-Nr.: 803-193-7, ECHA-InfoCard: 100.230.018, PubChem: 7057988, ChemSpider: 5414372, Wikidata: Q27121270.
2. ↑  Externe Identifikatoren von bzw. Datenbank-Links zu (R)-γ-Valerolacton:  CAS-Nr.: 58917-25-2, EG-Nr.: 634-662-2, ECHA-InfoCard: 100.162.622, PubChem: 642783, ChemSpider: 557970, Wikidata: Q27121269.